# NGC 3625
NGC 3625 é uma galáxia espiral barrada (SBb) localizada na direcção da constelação de Ursa Major. Possui uma declinação de +57° 46' 52" e uma ascensão recta de 11 horas, 20 minutos e 31,2 segundos.
A galáxia NGC 3625 foi descoberta em 8 de Abril de 1793 por William Herschel.